# Air Force Global Strike Command
Das Air Force Global Strike Command (AFGSC; deutsch Luftwaffenkommando für weltweite Luftangriffsoperationen, im Rahmen teilstreitkräfteübergreifender Operationen als Air Forces Strategic – Air, kurz AFSTRAT, bezeichnet) ist ein Hauptkommando der United States Air Force (USAF), mit Hauptquartier auf der Barksdale Air Force Base, Louisiana, USA. Es ist für den im Rahmen der United Air Force organisierten Teil der US-Atomstreitkräfte zuständig und führt zudem über die Eight Air Force die strategische Bomberflotte und über die Twentieth Air Force die Interkontinentalraketen der Vereinigten Staaten. In der Zielstruktur beträgt der Personalbestand 23.000 Personen.

## Geschichte
Die ersten Maßnahmen zur Aufstellung des Kommandos wurden im Januar 2009 getroffen mit Unterstützung durch Personal aus dem Air Combat Command und dem Air Force Space Command. Dieses Vorauskommando wurde von Brigadier General James M. Kowalski geführt und war verantwortlich für die Umsetzung des entsprechenden Aktionsplans des Secretary of the Air Force. Im August 2009 wurde schließlich das Kommando selbst in Louisiana auf der Barksdale Air Force Base aufgestellt und erhielt im Dezember 2009 das Kommando über die Minuteman III-Interkontinentalraketen. Im Februar 2010 folgte dann der größte Teil der strategischen Bomberflotte (Eight Air Force), bestehend aus Northrop B-2 und Boeing B-52. Zum 1. Oktober 2010 erklärte das Kommando seine volle Einsatzfähigkeit.
Am 1. Oktober 2015 wurden zudem das 7th (Dyess Air Force Base) und das 28th Bomb Wing (Ellsworth Air Force Base), ausgerüstet mit Rockwell B-1, und das Long Range Strike Bomber Program vom Air Combat Command zum Air Force Global Strike Command transferiert, sodass nunmehr die gesamte Flotte an strategischen Bombern beim AFGSC konzentriert ist.
Aufgrund seiner Ausrüstung dient das Kommando dem United States Strategic Command als Luftkomponente für die Bereitstellung von Luftangriffskräften für den kurzfristigen globalen Einsatz und den Einsatz von Kernwaffen aus der Luft (Air Forces Strategic – Air, kurz AFSTRAT).

## Auftrag
Die Mission des Air Force Global Strike Command ist die „Entwicklung und Bereitstellung kampfbereiter Streitkräfte zur nuklearen Abschreckung und globaler Luftangriffsoperationen zur Unterstützung des Präsidenten der Vereinigten Staaten und der militärischen Befehlshaber“.

## Organisation
Insgesamt fünf Luftwaffenbasen stehen unter direkter Kontrolle des AFGSC, je drei als Stationierungsort von Interkontinentalraketen und als Heimatbasis von Langstreckenbombern. Die drei Raketengeschwader sind innerhalb des Kommandos zur Twentieth Air Force zusammengefasst und die drei Bombergeschwader bilden die Eighth Air Force:
- Barksdale Air Force Base – neben dem Hauptquartier sowohl des Kommandos als auch der Eighth Air Force Stützpunkt mit zwei Staffeln B-52H Stratofortress des 2d Bomb Wing
- Francis E. Warren Air Force Base in Wyoming – neben dem Hauptquartier der Twentieth Air Force Basis von drei Staffeln Minuteman III des 90th Missile Wing
- Minot Air Force Base in North Dakota – mit drei Staffeln Minuteman III des 91st Missile Wing und zwei Staffeln B-52H Stratofortress des 5th Bomb Wing
- Malmstrom Air Force Base in Montana – mit drei Staffeln Minuteman III des 341st Missile Wing
- Whiteman Air Force Base in Missouri – mit zwei Staffeln B-2A Spirit des 501st Bomb Wing

Daneben untersteht die 576th Flight Test Squadron, eine Minuteman-Versuchsstaffel, beheimatet auf der Vandenberg Air Force Base in Kalifornien, direkt dem AFGSC.
Im Dezember 2023 wechselte die Abteilung für die Modernisierung der Minuteman-ICBM zum Kommando und wird zukünftig dort von einem Brigadier General geführt.

## Liste der Kommandierenden Generale
| Name               | Beginn der Berufung | Ende der Berufung |
| ------------------ | ------------------- | ----------------- |
| Thomas A. Bussiere | 7. Dezember 2022    | amtierend         |
| Anthony J. Cotton  | 27. August 2021     | 7. Dezember 2022  |
| Timothy Ray        | 21. August 2018     | 27. August 2021   |
| Robin Rand         | 28. Juli 2015       | 21. August 2018   |
| Stephen W. Wilson  | 23. Oktober 2013    | 28. Juli 2015     |
| James Kowalski     | 6. Januar 2011      | 23. Oktober 2013  |
| Frank Klotz        | 7. August 2009      | 6. Januar 2011    |